# 桑原陽子
桑原 陽子（くわばら ようこ、（旧姓、祷、いのり）1974年6月14日 - ）は、日本棋院所属の囲碁の女流棋士。千葉県市川市出身。小林光一門下。

## 略歴
1979年、アマチュア4段の父に日本棋院の教室や東京八重洲のジュニア・ゴ・スクールや、津田沼や市川の碁会所に連れて行かれ碁を覚える。同じく棋院や碁会所に通った姉の真理子は、1991年全日本女子学生囲碁選手権や2006年全日本女流アマ囲碁選手権大会で優勝するなどのアマチュア強豪。この頃、子供教室にて梅沢由香里と知遇を得る。1983年、少年少女囲碁大会小学生の部で7位。1985年、全日本女流アマチュア囲碁選手権大会で敢闘賞。同年、小林光一のアドバイスもあり日本棋院院生になる。小林の研究会に積極的に参加し、小林泉美からは年も近いことから姉とも慕われている。1996年に女性のみではなく男性を含む枠で入段（宮崎志摩子以来9年ぶり2人目）と少々時間は掛かったが、その後各棋戦で活躍し女流棋士の一線級の一人となっている。碁風は力碁で、師の夫人だった小林禮子から「戦うマシーン」と呼ばれたこともある。
2010年12月長男出產、2011年2月3日第37期名人戦予選Cで復帰。7月、第24期女流名人戦リーグ入り。日本棋院囲碁情報会員ページで8月の動画講座講師。
2012年4月より、青山学院大学非常勤講師として「囲碁で養うロジカルシンキング」を開講。
- 1996年 入段、二段
- 1997年 三段
- 1998年 四段
- 2000年 五段
- 2006年3月11日 入籍[2]
- 2010年5月7日 六段(対象棋戦通算90勝)

## タイトル
- 女流本因坊 1期（2000年）

登場回数 5回　獲得合計 1期

## 主な良績
- 女流名人戦挑戦者 （2004年）
- 女流早碁準優勝（2004年）
- 女流本因坊戦挑戦者（2006年）
- 第35期天元戦本戦入り（2008年）
- テイケイ杯女流レジェンド戦準優勝 （2022年）